# Diadegma annulicrus
Diadegma annulicrus là một loài tò vò trong họ Ichneumonidae.